# Rineke Verbrugge
Rineke Verbrugge (Amsterdam, 12 maart 1965) is een Nederlands wiskundige. Zij is hoogleraar in logica en cognitie aan de Rijksuniversiteit Groningen.

## Opleiding
Verbrugge promoveerde in logica en grondslagen van de wiskunde aan de Universiteit van Amsterdam. Zij was postdoc aan de Karelsuniversiteit Praag en de Universiteit van Gothenburg. Vervolgens was zij universitair docent aan het Massachusetts Institute of Technology; in deze tijd verlegde zij haar focus van wiskundige logica naar kunstmatige intelligentie. Vervolgens kreeg zij een positie aan de Vrije Universiteit Amsterdam. Sinds 2002 leidt Verbrugge de Multi-agent Systems onderzoeksgroep van de Rijksuniversiteit Groningen, eerst als universitair hoofddocent en sinds 2009 als hoogleraar. 

## Biografie en werk
Verbrugge is hoofd van de Multi-Agent Systems Group in de afdeling Kunstmatige Intelligentie van het Bernoulli Instituut voor Wiskunde, Informatica en Kunstmatige Intelligentie aan de Universiteit Groningen. Zij doet onderzoek naar toepassingen van logica in kunstmatige intelligentie, multi-agent systemen en sociale cognitie.
Aan het begin van haar carrière leverde Verbrugge belangrijke bijdragen aan bewijsbaarheidslogica en de epistemische logica. Daarna verbreedde zij zich in de richting van interactieve systemen en de logica daarvan. Te denken valt aan groepen mensen en hoe die met elkaar samenwerken. Verbrugges werk is zeer interdisciplinair en creatief in de manier waarop het wiskundige logica, kunstmatige intelligentie en cognitiewetenschap combineert. Verbrugge publiceert veel over intelligente interactie en ontwikkelde belangrijke inzichten over het combineren van ideeën uit de logica, de speltheorie en de cognitieve psychologie. Ze bouwde het eerste formele model voor samenwerking in teams, dat informatiestromen, collectieve intenties en gezamenlijke planning met elkaar in verband brengt.
Verbrugge heeft meer dan 160 internationale artikelen gepubliceerd. In 2010 schreef zij met Barbara Dunin-Kęplicz het boek "Teamwork in Multi-Agent Systems: A Formal Approach", uitgegeven door Wiley. Met Jan van Eijck heeft ze viermaal financiële steun ontvangen voor het internationale NIAS-project Games, Action and Social Software. In 2009 kreeg Verbruggen een NWO VICI project toegekend, dat ze van 2009 tot 2014 leidde: "Cognitive Systems in Interaction: Logical and Computational Models of Higher-order Social Cognition".
Zij is redacteur van de wetenschappelijke tijdschriften Journal of Logic, Language and Information (JoLLI), Journal of Philosophical Logic, Review of Symbolic Logic en het Journal of Reasoning-based Intelligent Systems.

## Erkenning
Verbrugge is in 2016 verkozen als lid van de Koninklijke Hollandsche Maatschappij der Wetenschappen (KHMW). Sinds 2021 is Verbrugge ook lid van de Koninklijke Nederlandse Akademie van Wetenschappen (KNAW).
- Association for Computing Machinery: 81100085510
- DBLP: v/RVerbrugge
- International Standard Name Identifier: 0000 0001 2035 2319
- Library of Congress Control Number: n2010012653
- Mathematics Genealogy Project: 81095
- Nationale Bibliotheek van Tsjechië: ntk20191033035
- Nationale Bibliotheek van Israël: 987007335485405171
- Nederlandse Thesaurus van Auteursnamen: 18636654X
- Système universitaire de documentation: 252389514
- Virtual International Authority File: 159845831
- WorldCat: E39PBJmhM3TcbvdhBywj7Q6dwC